# Aleksander Bednawski
Aleksander Bednawski (ur. 20 listopada 1813 w Hulczach, zm. 14 lipca 1901 w San Francisco) – uczestnik powstania listopadowego, publicysta.
Do szkół uczęszczał w Szczebrzeszynie. W powstaniu listopadowym, za okazaną odwagę dosłużył się stopnia oficerskiego. Po upadku powstania zbiegł do Galicji, ale wydany Rosjanom został w 1838 roku wcielony do wojska rosyjskiego na Kaukazie. Stamtąd zbiegł początkowo do Turcji, gdzie przez czas pewien był zastępcą dyrektora założonej przez Michała Czajkowskiego kolonii polskiej w Adampolu, a następnie w 1845 roku do Francji, gdzie pracował przy budowie kanałów i kolei.
W 1851 roku, wskutek szykan za szerzenie przez niego radykalnych poglądów, wyemigrował do Stanów Zjednoczonych. Początkowo pracował na terenie tego kraju i Kanady przy budowie kolei, a od 1862 roku był geometrą w urzędzie katastralnym w Cincinnati. Powodowany tęsknotą do kraju, wrócił w 1869 roku do Europy, ale nie mogąc znaleźć tu stanowiska wyemigrował ponownie do USA, gdzie przyjął obywatelstwo i mieszkał kolejno w Cincinnati, Chicago i San Francisco.
W czasie pobytu na emigracji współpracował z tamtejszymi dziennikami polskimi oraz czasopismami w kraju. Napisał między innymi: „Wspomnienia historyczne”, „Wyprawa na Sybir”,” Ostatnie chwile szpiega” (Chicago 1873), „Kalifornia” („Wędrowiec”, 1883, nr 1057 i 1060).